# Gleichnis von den neuen Flicken auf dem alten Kleid
Das Gleichnis von den neuen Flicken auf dem alten Kleid ist ein Gleichnis Jesu, das in den Evangelien nach Matthäus (Mt 9,16 ), Markus (Mk 2,21 ) und Lukas (Lk 5,36 ) überliefert ist. 

## Wortlaut
Das Gleichnis in der bei Markus überlieferten Form lautet in der Lutherübersetzung (revidierte Fassung von 1984):

„Niemand flickt einen Lappen von neuem Tuch auf ein altes Kleid; sonst reißt der neue Lappen vom alten ab und der Riss wird ärger.“

## Deutung und Kontext
Das Gleichnis wird in allen drei synoptischen Evangelien zusammen mit dem bedeutungsgleichen Gleichnis vom neuen Wein in alten Schläuchen überliefert, welches sich jedes Mal direkt anschließt. Vorangegangen war den Gleichnissen die Frage, warum die Jünger Jesu im Gegensatz zu den Pharisäern oder den Jüngern Johannes des Täufers nicht fasten. Hierauf antwortete Jesus: „Wie können die Hochzeitsgäste fasten, während der Bräutigam bei ihnen ist? Solange der Bräutigam bei ihnen ist, können sie nicht fasten.“ (Mk 2,19 ). Der Bräutigam steht hierbei symbolisch für Gott selbst, der in Jesu Person anwesend ist. Infolgedessen ist manche bisher sinnvolle, religiöse Praxis nun überflüssig. Das Gleichnis warnt vor der Illusion das Alte ließe sich einfach so mit dem Neuen verbinden. Die Anwesenheit des Sohnes Gottes beziehungsweise das mit ihm gekommene Reich Gottes und das alte Ritual passen daher so wenig sinnvoll zusammen wie ein altes Kleid und neues Tuch, was sowohl das neue Tuch als auch das alte Kleid ruinieren würde. Die vollkommen neue Lehre Jesu kann nicht in das alte Gewand der Gesetzlichkeit gezwängt werden. Nichtsdestoweniger wird das Fasten nicht dauerhaft verworfen („Es wird aber die Zeit kommen, dass der Bräutigam von ihnen genommen wird; dann werden sie fasten, an jenem Tage.“ Mk 2,20 ).